# Juan de Santa Maria

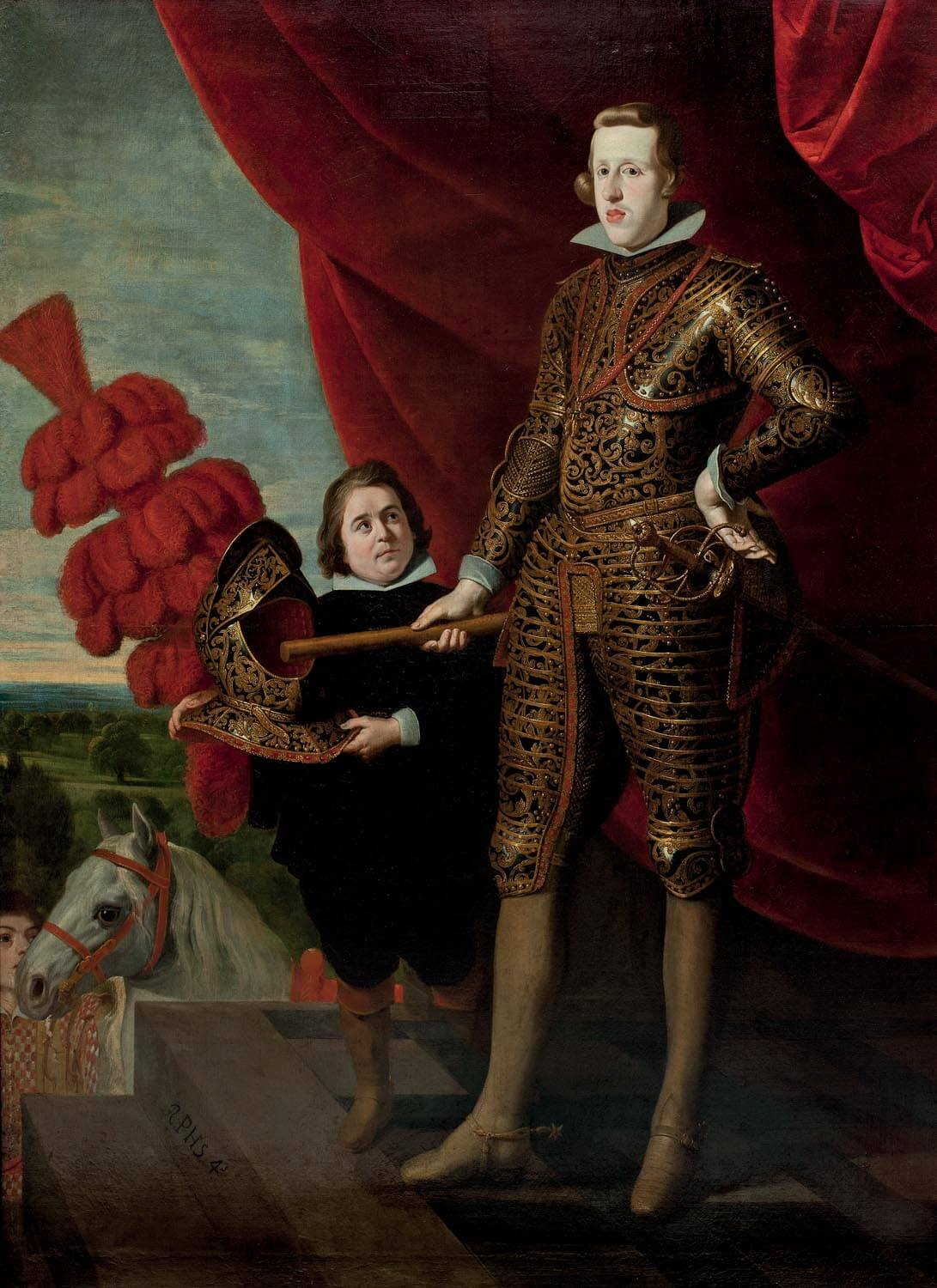
Philippe IV d'Espagne (par Gaspard de Crayer)

Juan de Santa Maria (c. 1615-1673) est un mercédaire déchaussé espagnol, auteur et éditeur d'ouvrages de spiritualité.

## Biographie
Juan est né à Madrid vers 1615. Entré au couvent Santa Barbara, centre madrilène de la réforme des mercédaires déchaux, il fait profession en 1631. Après avoir été lecteur de théologie au collège de son Ordre à Salamanque, il se trouve successivement nommé secrétaire général, maître des novices, commandeur du couvent de Valladolid et vicaire provincial. En 1624, il participe à une expédition de rédemption (rachat de captifs) en Algérie. Accompagné de deux confrères, il parvient à racheter deux cent soixante et un prisonniers, parmi lesquels des religieux et des personnes de qualité, retenus par les Maures. Familier de la noblesse, il devient le confesseur du duc de Medina Sidonia, et le roi Philippe IV le mande à son chevet durant son agonie. En 1666, il est élu vicaire général de la congrégation des mercédaires déchaussés. Il décède à Madrid, le 17 janvier 1673.

## Postérité
Outre un récit des derniers instants de Philippe IV, publié à Madrid en 1667, Juan a composé un guide liturgique à l'usage de sa congrégation, publié en 1668, et un hypothétique manuel de vie chrétienne, Espejo del cristiano y reglas de perfección, dont on ne dispose d'aucun exemplaire. Il s'est chargé de faire imprimer une histoire des mercédaires déchaussés, compilée par Pedro de San Cecilio : Annales de la orden de descalzos (2 volumes, Barcelone, 1669); ainsi que deux ouvrages de Pedro de Jesús-Maria de la Serna, en l'occurrence un commentaire du Livre de l'Apocalypse (Commentarios literales y morales sobre el Apocalipsis, 2 volumes, Madrid, 1670) et un traité de spiritualité (El cielo espiritual trino y uno, 2 volumes, Madrid, 1672).

### Œuvres
- Juan de Santa Maria, Dichoso fin a la vida humana y feliz transito a la eterna del... Felipe IV, Madrid, 1667; Naples, 1675.
- Juan de Santa Maria, Ceremonial del coro y del altar e Instrucción de oficios..., Madrid, 1668.

### Études
- R. Sanlès, Jean de Sainte-Marie, in Dictionnaire de spiritualité ascétique et mystique, tome VII, Paris, Beauchesne, 1974, pp. 714-715.